# اوراخی
اوراخی (به لاتین: Urakhi) یک منطقهٔ مسکونی در روسیه است که در داغستان واقع شده‌است.